# إيطاليون
الإيطاليون  أو الطليان أو الطلاينة (بالإيطاليَّة: Italiani) مجموعة عرقية رومانسيَّة، وأمة تتمركز في شبه الجزيرة الإيطالية وبلدان جنوب أوروبا المجاورة. يشترك معظم الإيطاليين في ثقافة وتاريخ ونسب أو لغة مشتركة. من الناحية القانونية، جميع المواطنين الإيطاليين هم المواطنون في الجمهورية الإيطالية، بغض النظر عن أصلهم أو إقامتهم (الجنسية الإيطالية تعتمد كثيرًا على قانون حق الدم) ويمكن تمييزهم عن الأشخاص من أصول إيطالية ولكن لا يحملون الجنسية الإيطالية، ومن الإيطاليين العرقيين الذين يعيشون في أقاليم مجاورة لشبه الجزيرة الإيطالية ولا يحملون الجنسية الإيطالية. غالبية المواطنين الإيطاليين يتحدثون باللغة الإيطاليَّة، أو باللهجات الإقليميَّة. ومع ذلك، فإن نصفهم يتحدثون بلغة أخرى محلية أو أقلويَّة إيطالية؛ على الرغم من وجود اختلاف حول العدد الإجمالي، وفقًا لليونسكو، هناك حوالي 30 لغة محلية في إيطاليا (غالباً ما يشار إليها بشكل مضلل باسم «اللهجات الإيطالية»).
في عام 2017، بالإضافة إلى حوالي 55 مليون إيطالي في إيطاليا (91% من مجمل سكان إيطاليا)، هناك تواجد لمجموعات مستقلة ذاتياً ناطقة باللغة الإيطالية في الدول المجاورة: حوالي ربع مليون في سويسرا، وعدد كبير من السكان في فرنسا، وجميع سكان جمهورية سان مارينو، إلى جانب مجموعات أصغر في سلوفينيا وكرواتيا، تعيش في المقام الأول في إستريا ودالماسيا. وبسبب الشتات الواسع النطاق، يعيش حوالي خمسة ملايين مواطن إيطالي، وحوالي 80 مليون شخص من أصل إيطالي بشكل كامل أو جزئي خارج وطنهم، بما في ذلك 62.5% من سكان الأرجنتين (أرجنتينيون من أصل إيطالي)، وحوالي ثلث سكان الأوروغواي، وحوالي 40% من سكان الباراغواي، وحوالي 15% من سكان البرازيل والتي تضم أكبر جالية إيطالية خارج إيطاليا، وحوالي 5.4% من سكان الولايات المتحدة من أصول إيطالية، وهم رابع أكبر مجموعة عرقية من الأمريكيين الأوروبيين. وهناك تواجد ملحوظ لأشخاص من أصول إيطالية في أجزاء أخرى من أوروبا المتاخمة لإيطاليا، وفي الأمريكتان، وأستراليا والشرق الأوسط.
أثرّ وساهم الإيطاليين إلى حد كبير في العلوم والفنون والتكنولوجيا، والمطبخ، والرياضة، والأعمال المصرفية في الخارج وجميع أنحاء العالم. الإيطاليين معروفين عالميًا في اهتمامهم بالملابس والقيم العائلية. يعتنق أغلب الطليان المسيحية دينًا على مذهب الرومانية الكاثوليكية. ووفقًا للعديد من الدراسات لدى الإيطاليون أعلى معدل ذكاء في العالم (102) باستثناء الدول الآسيوية.

## أصل الإيطاليين
تعتبر العرقية الإيطالية من مجموعات جنوب أوروبا الناطقة باللغات الرومانسية، القبائل الهندو أوروبية استقرت بالعصر الحجري الحديث في شبه الجزيرة الإيطالية قادمة من شرق أوروبا (أوكرانيا حديثاً). تم تقسيم هذه القبائل تاريخيا بين اللاتينوفاليسيون والأوسكويومبيريون والفينيتي والليغوريون وجميعهم كانوا مدمجين من قبل روما، جنبا إلى جنب مع الأتروسكان في وسط إيطاليا معظم الإيطاليين تنبع من الشعوب المذكورة أعلاه.

## معرض صور

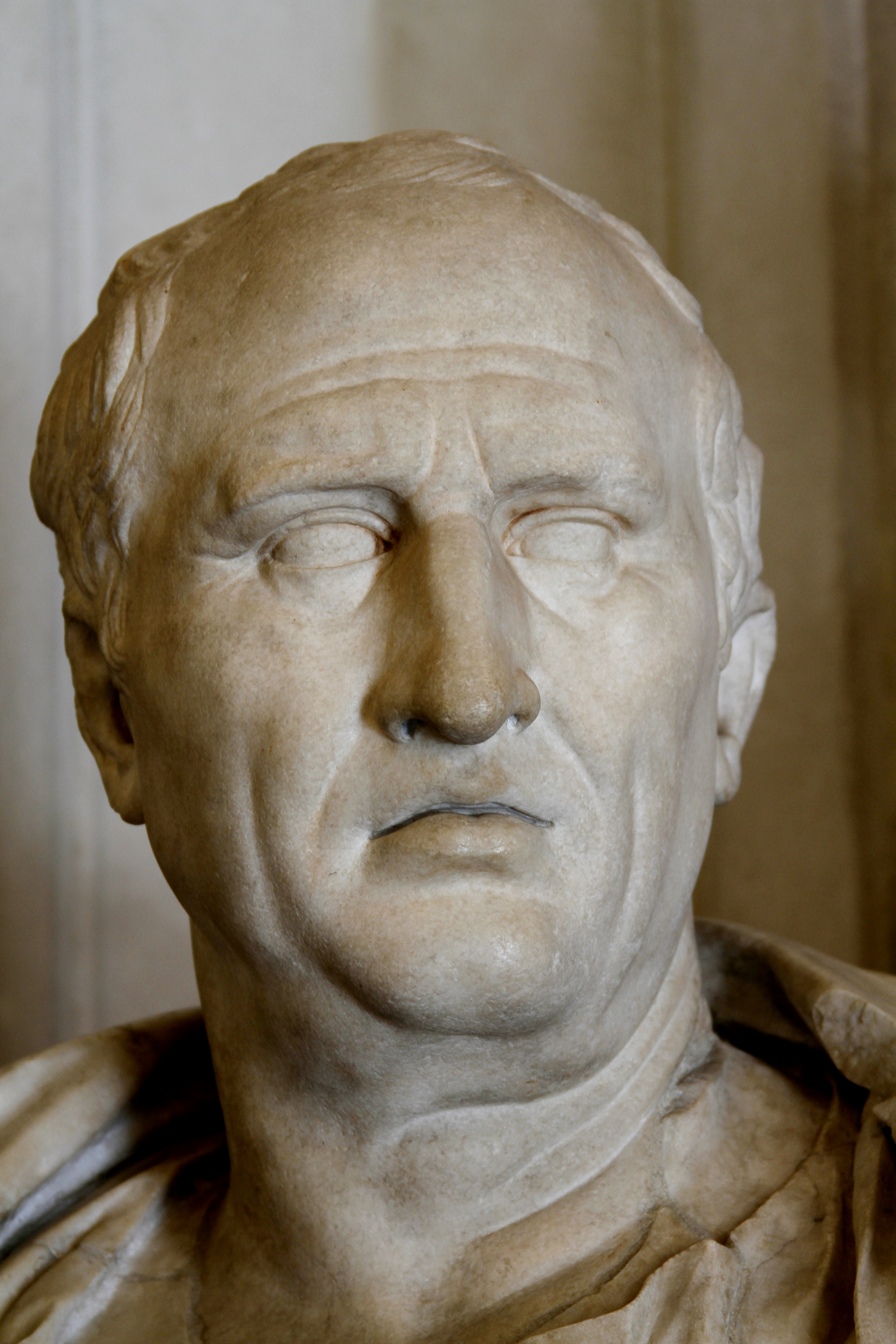
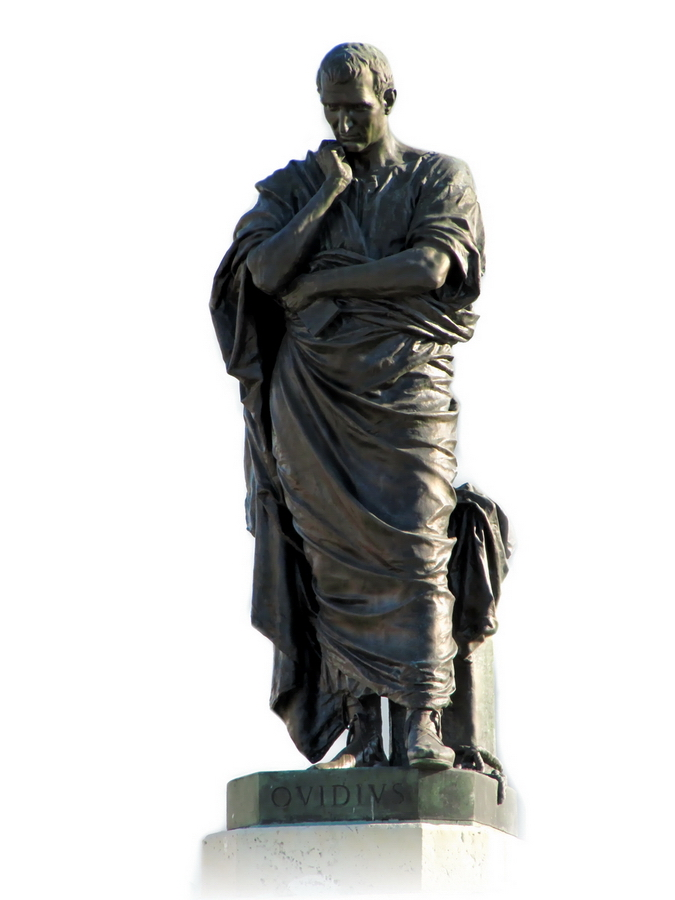
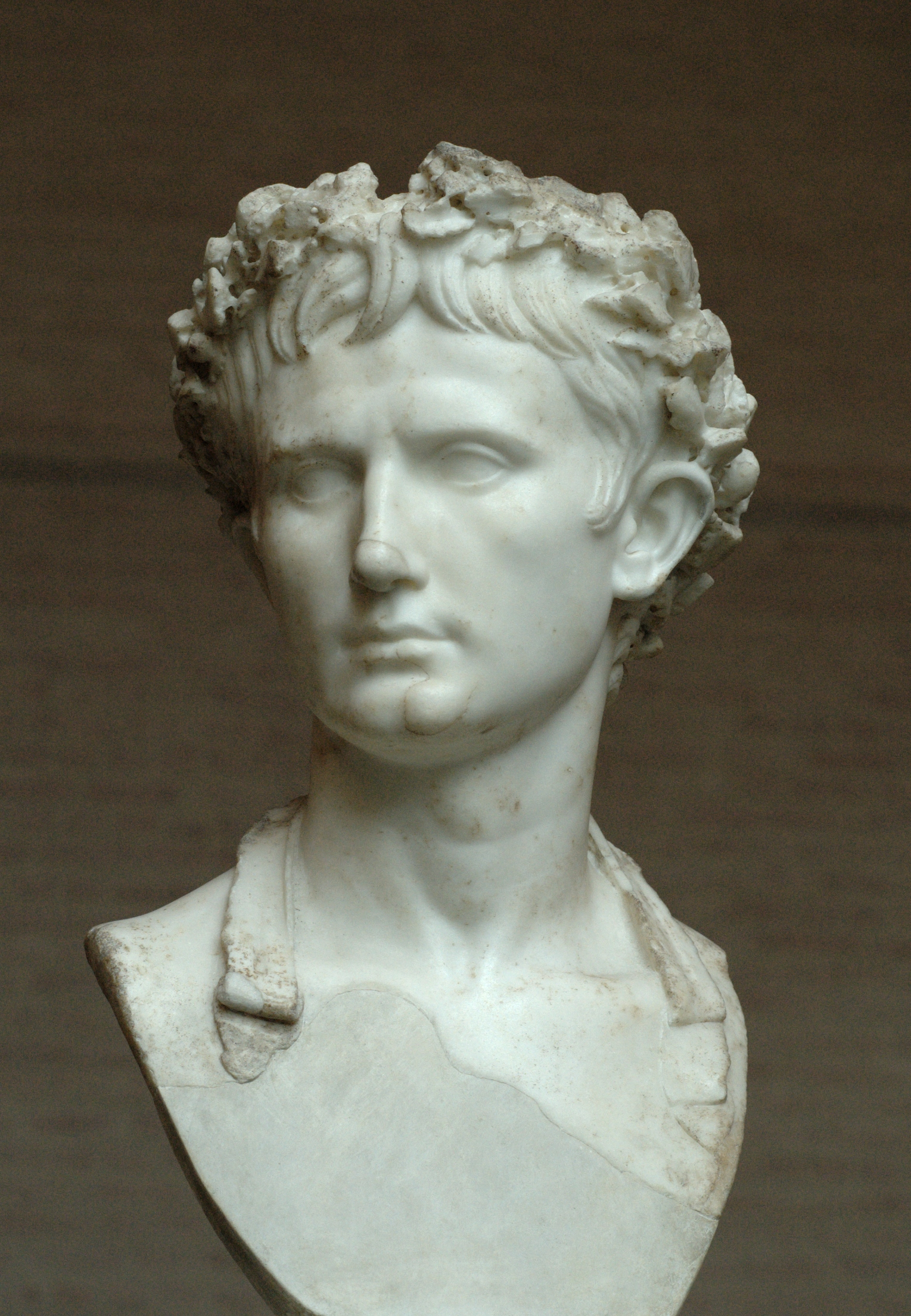
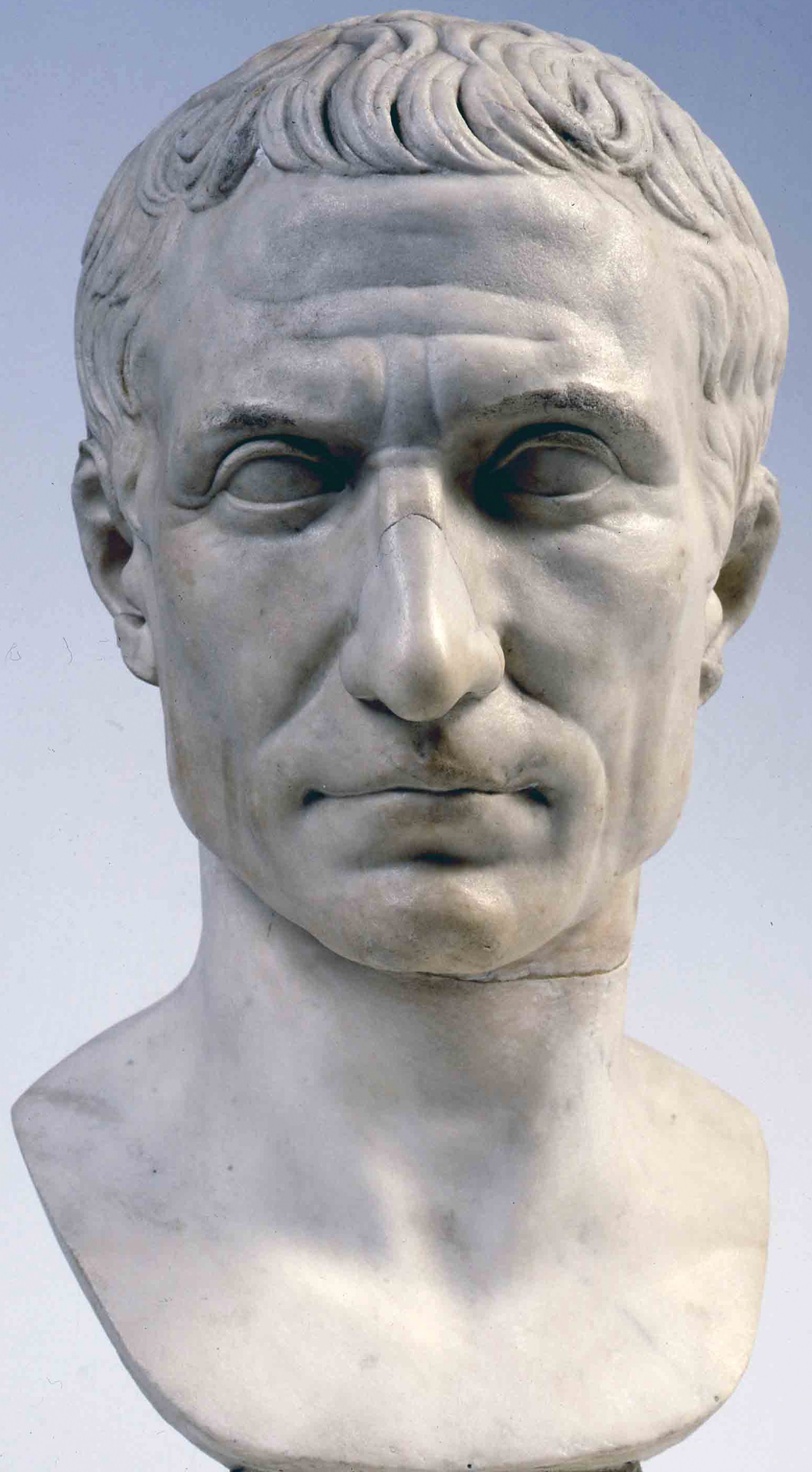
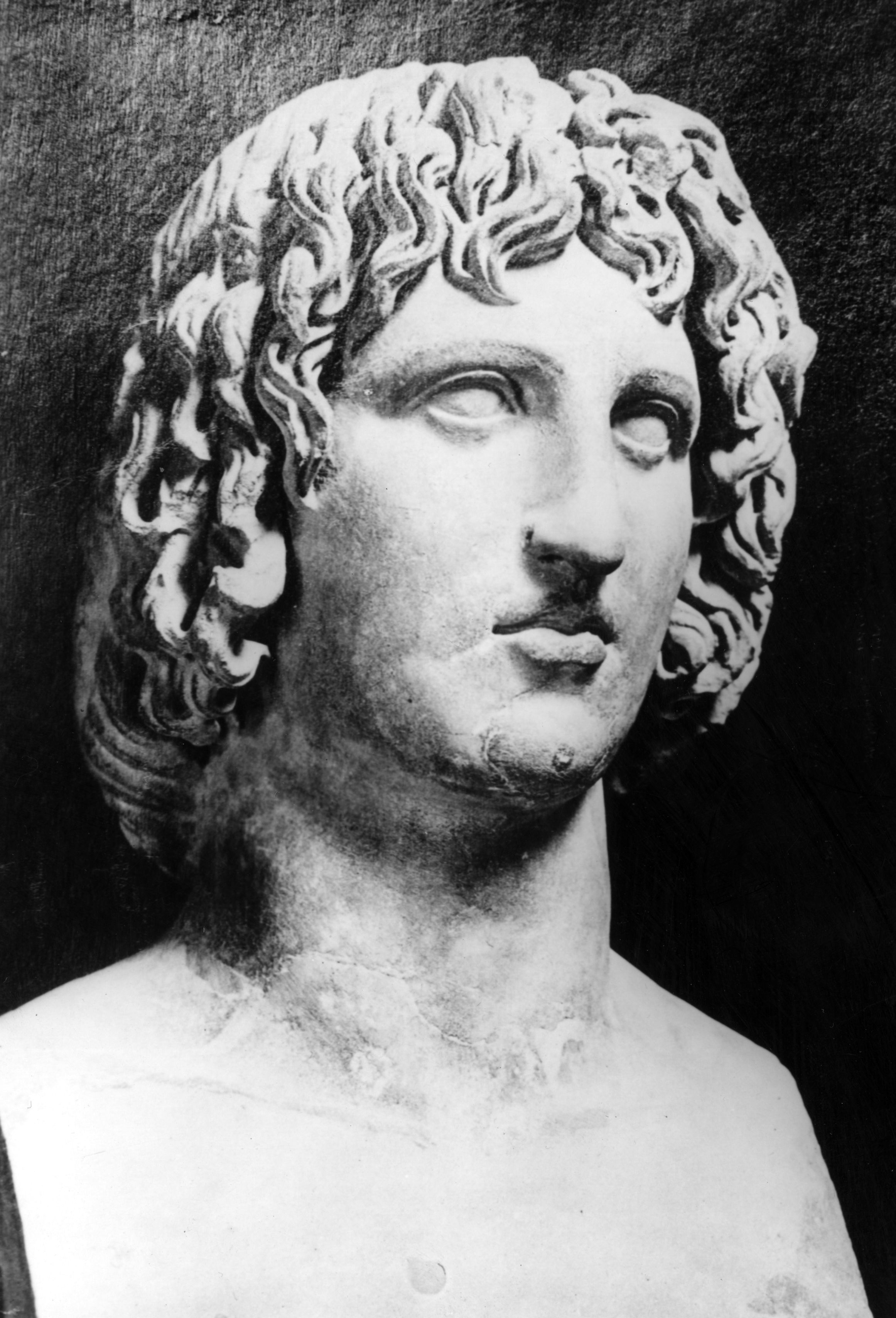
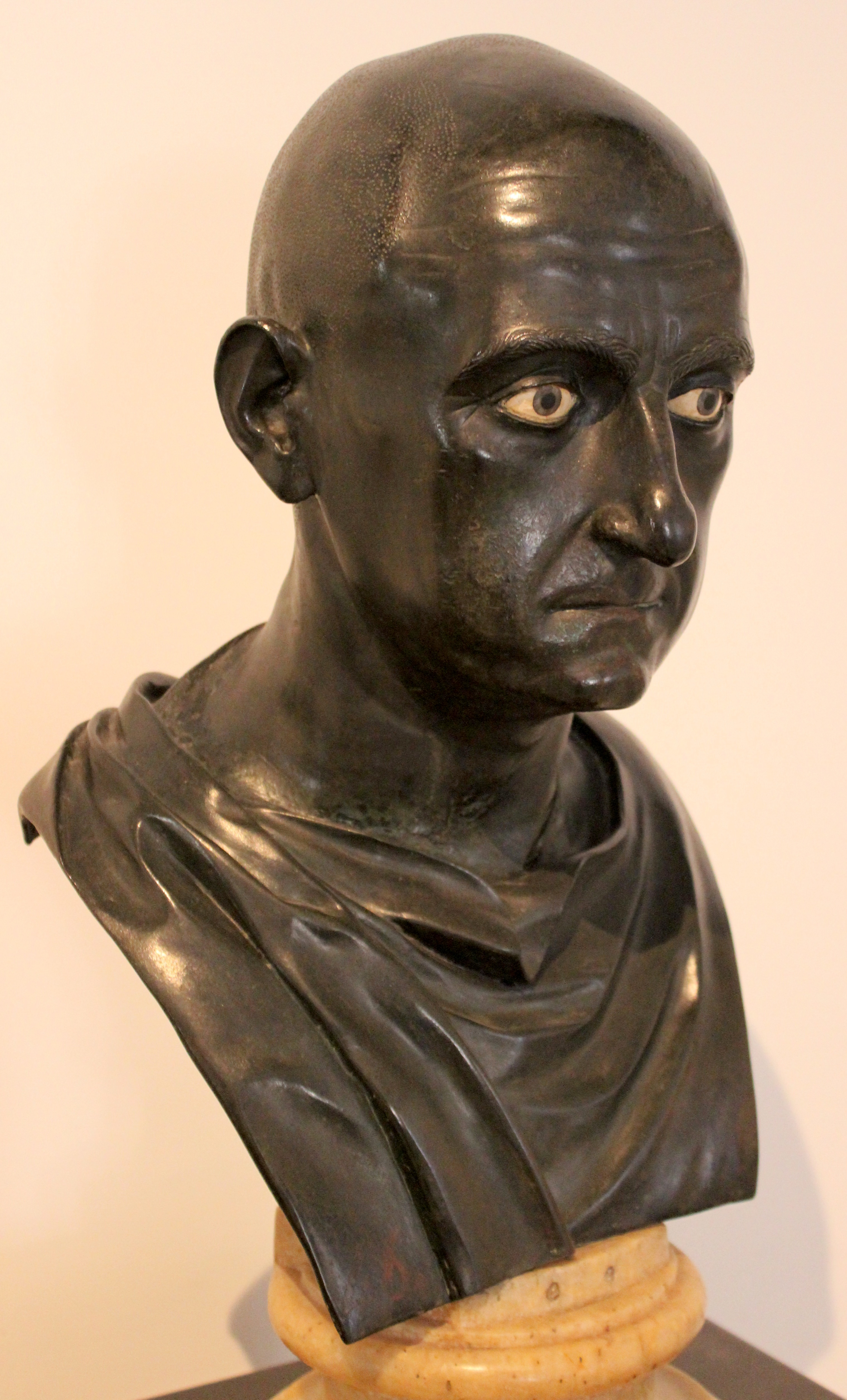